# Il misantropo
Il misantropo (Le Misanthrope ou l'Atrabilaire amoureux) è una commedia in cinque atti del drammaturgo francese Molière. Venne rappresentata per la prima volta a Palais-Royal il 4 giugno 1666, con le musiche di Jean-Baptiste Lully.

## Storia
Sedicesima commedia di Molière, Il misantropo fu scritta dopo i fallimenti di Don Giovanni e de Il Tartuffo, che avevano subito pesanti censure. La piéce, molto più seria e disincantata rispetto ad altri lavori di Molière, risente della malinconia dell'autore a causa del progressivo deteriorarsi del suo rapporto con la moglie Armande Béjart.
Nel corso dell'anno 1666 fu rappresentata 34 volte, ricevendo un'accoglienza negativa da parte della nobiltà provinciale, probabilmente perché alcuni dei personaggi mettono in discussione i privilegi nobiliari. Tuttavia, a differenza dei precedenti fallimenti, questa commedia non destò scandalo, ma ricevette un certo riconoscimento da parte degli intenditori. Il misantropo viene considerato ancora oggi uno dei capolavori di Molière.

## Trama
Il dramma si svolge nei dintorni della dimora di Cèlimene, una giovane cortigiana già vedova, nell'arco di una giornata.

### Atto I
Alceste e Filinte, due giovani aristocratici, discutono dopo che il secondo ha salutato con calore un semplice conoscente: Alceste trova infatti disdicevole fingersi amorevoli verso gli sconosciuti, mentre Filinte ritiene normale farlo per quieto vivere. I due adducono esempi a sostegno delle rispettive tesi, finché il discorso non cade su Cèlimene, di cui Alceste è innamorato: l'amico si chiede come questo sia possibile, dal momento che ella incarna valori del tutto opposti a quelli da lui predicati; Eliante e Arsinoè, due morigeratissime amiche di Celimene, sarebbero più indicate per lui. Alceste confessa candidamente che la propria misantropia nulla può di fronte all'amore, e spera di redimere la cortigiana una volta che l'avrà conquistata.
Arriva Oronte, il quale, ammirando la sua condotta esemplare, chiede ad Alceste l'onore di essere suo amico; Alceste, tenendo fede a quanto discusso con Filinte, si mostra freddo nei suoi confronti. Oronte gli chiede di ascoltare un sonetto che ha composto per una donna, che si rivelerà essere la stessa Cèlimene; incapace di fingersi ammirato, Alceste lo stronca con un giudizio lapidario. Ne scaturisce un battibecco che viene prontamente sedato da Filinte; i due contendenti si congedano rivolgendosi l'un l'altro falsi cordiali saluti.

### Atto II
A colloquio con Celimene, Alceste le rimprovera di avere troppi ammiratori; ella si giustifica dicendo che la sua civetteria le consente di avere molti alleati, ma rivendica la sincerità dei sentimenti che ella nutre per lui. Alceste vorrebbe chiederla in moglie, ma quando arrivano i marchesi Acaste e Clitandro, altri due spasimanti, Celimene fa loro mille moine, scatenando la sua gelosia. I due marchesi, con molti giri di parole, criticano la pedanteria di Alceste; questi, offeso, li accusa di incoraggiare la condotta di Celimene. Nasce una disputa, che si interrompe quando Alceste viene convocato in tribunale: Oronte l'ha querelato a causa del loro battibecco.

### Atto III
Rimasti soli, Clitandro e Acaste lanciano una sfida: chi conquisterà Celimene sarà il vincitore; nessuno dei due si è minimamente reso conto che la donna è già innamorata di Alceste, poiché lei per prima reprime il sentimento. Quando viene annunciato l'arrivo di Arsinoé, Celimene confessa agli amici di non sopportarla, in quanto ella è invidiosa degli amanti altrui; la cortigiana lascia inoltre intendere di essere in qualche modo gelosa delle attenzioni che l'amica riserva ad Alceste.
I due nobili se ne vanno, e Celimene accoglie Arsinoé con finta gioia. Durante quella che inizia come una cordiale conversazione, le due amiche si trovano a criticare l'una il carattere dell'altra; al rientro di Alceste, Celimene esce platealmente di scena lasciandolo in compagnia di Arsinoè. Costei tenta di conquistare il giovane con mille moine e adulazioni, ma non riuscendo nell'intento gli racconta che Celimene lo tradisce: Alceste la esorta a non fidarsi dei pettegolezzi, ma Arsinoè dice di avere prove certe della sua infedeltà, e lo invita a casa propria.

### Atto IV
Filinte parla ad Eliante del processo di Alceste: sebbene i due contendenti si siano riappacificati, Alceste si è orgogliosamente rifiutato di scusarsi con Oronte, e questi non ha ritirato la denuncia. Filinte le confessa inoltre il proprio amore, causandone lo sconcerto. Proprio in quel momento sopraggiunge Alceste, sconvolto dopo aver scoperto che Celimene lo tradisce. Filinte ed Eliante lo incitano a non trarre conclusioni affrettate, dettate dalla gelosia; Alceste afferma però di avere prove certe, e vorrebbe vendicarsi fingendo di essersi fidanzato con Eliante. Prima che questa riesca a dissuaderlo, arriva Celimene: Alceste la accusa di averlo illuso con false moine, per poi tradirlo. Celimene, sorpresa, respinge tutte le accuse: Alceste le mostra allora la prova della sua infedeltà, una lettera scritta inequivocabilmente da lei e piena di parole d'amore, che a suo dire sono rivolte a Oronte. Offesa, Celimene ammette di aver scritto la lettera, ma rifiuta di rivelare a chi fosse destinata. Nel bel mezzo della discussione sopraggiunge un servitore di Alceste, che esorta il padrone a partire immediatamente poiché gli sono stati recapitati dei biglietti che lo metterebbero in pericolo.

### Atto V
Alceste legge i biglietti: il primo riferisce che il processo sta per concludersi a suo sfavore; il secondo dice che Oronte, per vendetta, ha diffuso un libello dal contenuto licenzioso, sostenendo che sia stato scritto da Alceste. Queste accuse, assieme al tradimento della sua amata, non fanno che acuire la tristezza di Alceste e la sua sfiducia nei confronti della società; il giovane giunge quindi alla decisione di ritirarsi a vita privata e solitaria, lontano dal resto del mondo. A nulla valgono gli sforzi di Filinte: Alceste insiste nel voler perdere di proposito la causa, in modo da rendere quell'ingiustizia nota a tutti e da tramandarla a futura memoria, come prova della cattiveria umana. Solo l'amore di Celimene potrebbe distoglierlo da una decisione così estrema.
Oronte e Alceste esortano Celimene a chiudere la questione, dichiarandosi una volta per tutte a uno dei due; messa alle strette, la cortigiana dichiara di non saper scegliere, e chiede ad Eliante ad aiutarla a dissuadere i suoi ammiratori, ma l'amica si mostra stranamente restia ad aiutarla. Sopraggiungono Arsinoè, Acaste e Clitandro, che a loro volta chiedono conto a Celimene di una lettera da lei scritta, nella quale ella esorta un misterioso amante a non essere geloso di nessuno dei suoi contendenti, dal momento che ella ama solo lui. Messi in ridicolo, Acaste, Oronte e Clitandro, si congedano offesi, promettendo di far sapere a tutti che tipo di donna ella sia davvero. 
La cortigiana dà la colpa di tutto ad Alceste; Arsinoé, sperando di compiacerlo, ne prende le difese, ma il giovane le chiede di non impicciarsi. Arsinoè se ne va sdegnata, insultandolo e sminuendolo. Rimasta sola con Alceste, finalmente Celimene ammette le sue colpe e gli dice che ha tutto il diritto di odiarla. Alceste le dice di essere disposto a dimenticare l'intera faccenda e a salvarla dai pettegolezzi, ma solo se ella lo sposerà e si ritirerà con lui a vita privata. Celimene sarebbe anche favorevole al matrimonio, ma dichiara di essere troppo giovane per chiudersi nella solitudine: Alceste, di conseguenza, rinuncia definitivamente a lei. Col cuore a pezzi, Celimene se ne va; Alceste fa un estremo tentativo di sedurre Eliante con lodevoli complimenti, ma questa si dichiara schiettamente decisa a impegnarsi con Filinte. Alceste augura dunque vita felice a entrambi, annunciando il suo ritiro definitivo, ormai deluso e tradito da tutti. Filinte tenta un'ultima volta di aiutarlo, ma il sipario cala lasciando la vicenda in sospeso.